# Condado de Comal
O Condado de Comal é um dos 254 condados do estado norte-americano do Texas. A sede do condado é New Braunfels, e sua maior cidade é New Braunfels.
O condado possui uma área de 1 488 km² (dos quais 34 km² estão cobertos por água), uma população de 78 021 habitantes, e uma densidade populacional de 54 hab/km² (segundo o censo nacional de 2000).
O condado foi criado em 1846.